# Mont Harmsworth
Le mont Harmsworth est une montagne culminant à 2 765 m d'altitude et constituant le point culminant du chaînon Worcester, en Antarctique, dans la terre Victoria. Il a été découvert par l'expédition Discovery (1901–1904), qui l'a baptisé en l'honneur d'Alfred Harmsworth, un de ses mécènes. Sa première ascension est effectuée en style alpin en mois de 24 heures depuis le glacier Skelton en 1957,.